# Rothau
Rothau è un comune francese di 1 608 abitanti situato nel dipartimento del Basso Reno nella regione del Grand Est.
Questo piccolo paese era la stazione di arrivo dei treni che trasportavano i deportati al campo di concentramento nazista dello Struthof, come testimonia anche una lapide posta nella stazione ferroviaria, e i cinque chilometri di strada che separano il villaggio, ai piedi della montagna, dal campo, situato invece ad un'altitudine molto più elevata, furono lastricati dai deportati stessi con pietre trasportate a spalla.
A testimonianza ed in memoria di ciò la parte di questa strada che si trova in paese porta oggi il nome di Rue des Déportés, via dei deportati.

## Società

### Evoluzione demografica
Abitanti censiti